# 皮德薩德基
49°41′56″N 23°57′17″E / 49.69889°N 23.95472°E
皮德薩德基（烏克蘭語：Підсадки），是烏克蘭西部的村莊，隸屬利維夫州的利維夫區。該村面積1.52平方公里，海拔高度280米，2001年人口154，人口密度每平方公里101.18人。